# Campo Imperatore

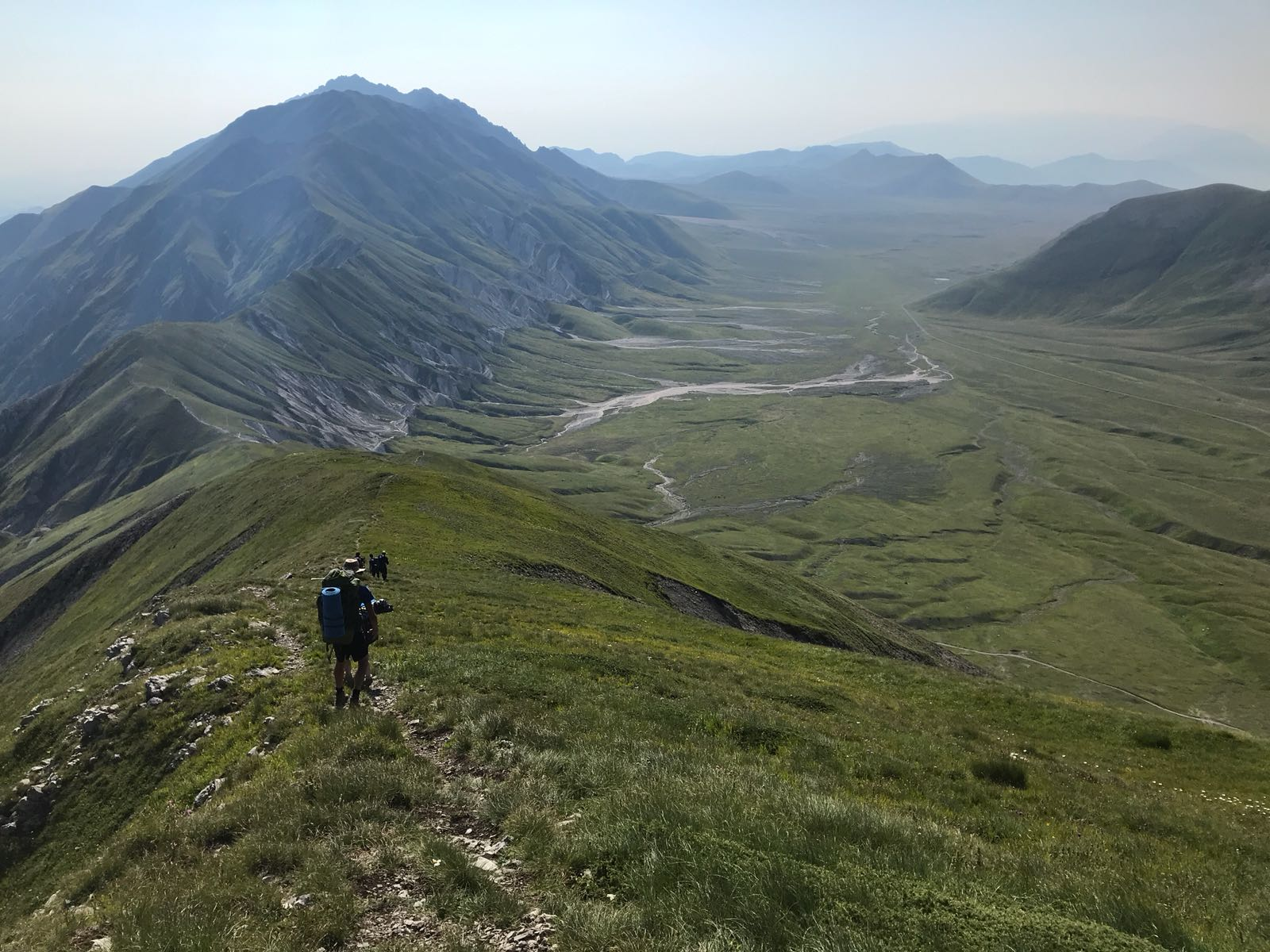
Vue du Campo Imperatore.

Campo Imperatore est une vaste haute-plaine, située entre 1 600 et 1 800 mètres d'altitude, dans le massif des Apennins, près du Gran Sasso, dans la province de L'Aquila, dans les Abruzzes. Elle est longue de 20 km, et large jusqu'à 7 km.
Cette haute-plaine est totalement plate, inhabitée et sans arbre, c'est pourquoi on l'appelle souvent le Petit Tibet. Elle est fermée sur ses quatre côtés. Les principales montagnes qui l'entourent sont le Monte Camicia (2 564 m), le Monte Prena (2 561 m), le Monte Aquila (2 495 m), le Monte Scindarella (it) (2 332 m) et le Monte Bolza (it) (1 904 m).
À proximité se trouvent une station de ski et l'hôtel de Campo Imperatore (pouvant être atteints par un téléphérique), à 2 130 mètres d'altitude, où fut emprisonné Mussolini en 1943 avant d'être libéré lors de l'opération Eiche.
C'est de là que partent d'importantes excursions sur le Gran Sasso. « Campo » vient du latin Campus qui signifie « plaine » en français (bien qu'en italien le mot campo signifie « champ »). Campo Imperatore n'est pas du tout cultivée. Cette grande haute-plaine fait partie du parc national du Gran Sasso e Monti della Laga.

## Faune
On y rencontre des campagnols des neiges, des circaètes, des aigles royaux, des faucons pèlerins, des vipères d'Orsini, des chats sauvages d’Europe et des chamois.

## Cyclisme
La station de ski a accueilli 6 arrivées d'étape du Tour d'Italie.
| Édition | Étape | Parcours                         | Longueur | Vainqueur de l'étape |
| ------- | ----- | -------------------------------- | -------- | -------------------- |
| 1971    | 5e    | Pescasseroli > Campo Imperatore  | 198,0    | Vicente López Carril |
| 1985    | 14e   | Frosinone > Campo Imperatore     | 195,0    | Franco Chioccioli    |
| 1989    | 8e    | Rome > Campo Imperatore          | 179,0    | John Carlsen         |
| 1999    | 8e    | Pescara > Campo Imperatore       | 253,0    | Marco Pantani        |
| 2018    | 9e    | Pesco Sannita > Campo Imperatore | 224,0    | Simon Yates          |
| 2023    | 7e    | Capoue > Campo Imperatore        | 218,0    | Davide Bais          |

## Astronomie
La station d'observation de Campo Imperatore a été construite en 1965 par l'observatoire de Rome.